# Popis hrvatskih veleposlanika u Keniji
Republika Hrvatska i Republika Kenija održavaju diplomatske odnose od 1. prosinca 2004. Sjedište veleposlanstva je u Pretoriji.

## Veleposlanici
Hrvatska nema rezidentno veleposlanstvo u Keniji. Veleposlanstvo RH u Republici Južnoj Africi pokriva Bocvanu, Burundi, Kenija, Komore, Lesoto, Madagaskar, Malavi, Mauricijus, Mozambik, Namibiju, Ruandu, Sejšele, Svazi, Ujedinjenu Republiku Tanzaniju, Ugandu, Zambiju i Zimbabve.
| Veleposlanik   | Postavljenje     | Opoziv             | Sjedište |
| -------------- | ---------------- | ------------------ | -------- |
| Ivan Picukarić | 20. lipnja 2006. | 31. prosinca 2010. | Pretoria |
| Nenad Prelog   | 4. ožujka 2015.  |                    | Pretoria |

## Vanjske poveznice
- Kenija na stranici MVEP-a